# Chiesa di Santa Maria Ausiliatrice (Moso in Passiria)
La chiesa di Santa Maria Ausiliatrice (in tedesco Maria Hilf Kirche) è la parrocchiale a Plan (Pfelders), frazione di Moso in Passiria (Moos in Passeier) in Alto Adige. Appartiene al decanato di Merano-Passiria della diocesi di Bolzano-Bressanone e risale al XVIII secolo.

## Descrizione
La chiesa è un monumento sottoposto a provvedimento di vincolo col numero 16129 nella provincia autonoma di Bolzano.